# Bill Peduto
William Mark Peduto, dit Bill Peduto, est un homme politique américain né le 30 octobre 1964. Il est le maire de Pittsburgh, en Pennsylvanie, de 2014 à 2022.

## Biographie

### Jeunesse et formation
Bill Peduto naît à Scott Township en Pennsylvanie, situé à une dizaine de kilomètres de Pittsburgh. Son père, Guy Peduto, est le petit-fils d'immigrants italiens ayant quitté Castel San Lorenzo, en Campanie, en 1890. Sa mère, Eva Maria Zarroli Peduto, est la fille d'immigrants italiens ayant quitté les Abruzzes en 1921 pour s'installer à Carnegie. Il a trois frères : Guy, David et Thomas Peduto.
Il obtient son diplôme de lycée à la Chartiers Valley High School en 1983. Après un an à l'université Carnegie-Mellon, il change d'établissement et poursuit ses études de science politique à l'université d'État de Pennsylvanie, qu'il ne terminera pas. En 2007, il revient à l'université pour terminer ses études et devient membre du conseil de Pittsburgh, le seul à cette époque à posséder seulement un baccalauréat universitaire. Il obtient par la suite un master universitaire en politique et en gestion à l'université de Pittsburgh, .

### Carrière
À partir de 2002, Bill Peduto est membre du conseil municipal de Pittsburgh. Il est élu maire de la ville le 5 novembre 2013 et entre en fonction le 6 janvier 2014. Réélu le 7 novembre 2017, il est battu en 2021 lors de la primaire démocrate par Edward Gainey qui est élu maire et succède à Peduto le 3 janvier 2022.